# لؤي حمزة عباس

لؤي حمزة عباس قاص وروائي عراقي، ولد في البصرة في 1965 أنجز أولى أعماله القصصية مع تسعينيات القرن العشرين، واستطاع أن يحقق حضورا مميزا في المشهدين الأدبي والثقافي في العراق والوطن العربي.
ظهر عباس بين جيل فتح عينيه على ثلاثة حروب كونية، وهنا تتجلى المعاني الجديدة والناجزة التي اتسم بها مشروعه، معاني ملتحمة في جانبي الرؤيا والرؤية ليأتي النص السردي لديه مزحوماً بشواهد ثرة ومحكمة بين نظرية المبدع وفعله التطبيقي، وهو ما جعل لؤي من أكثر مجايليه تطوراً وجدة بحسب الناقد الدكتور حسين سرمك حسن.

## خصائصه الكتابية
اهتم عباس بالسرد المنفتح على المتخيل والجمالي للتعبير عن الواقع والوقائع عبر مستويات دلالية ومعرفية متنوعة، وتوصف تجربته السردية بأنها مولعة بثنائية الحلم والواقع من خلال اللعب على ثيمات فنية، وتتموضع قصصه على ارث السرد العراقي بإضافة ما هو حداثي في حركة السرد عند كبار الروائيين والكتاب العالميين، كما قال عنه أحد الأدباء البصريين، ولعله بين مجموعة من الكتاب العراقيين الذين ظهروا في عقدي القرن العشرين الأخيرين، يمثل قيمة لافتة في مسار الأدب العراقي خلال سنوات الحصار والعزلة عن العالم، فأعماله، على قلّتها، تشير إلى ثبات في التقاليد الأدبية العراقية التي كانت دائماً على صلة بالأدب العالمي وتياراته الجديدة، ذلك ما كتبته الناقدة فاطمة المحسن، كان لمدينة البصرة التي ولد فيها عام 1965 الأثر الأبرز في تشكيل ملامح القاص والروائي لدى لؤي حمزة عباس، كما كانت مدارس منطقة «المعقل» التي نشأ فيها، والقراءات الأولى دور مهم في تعزيز مسيرته الأدبية، حيث يواصل مشروعه القصصي بجهود ذاتية منذ مطلع تسعينيات القرن الماضي.
الأحداث الكبيرة التي مرت بالعراق خلال السنوات الثلاثين الماضية، كانت منبعا ثرا للكثير من الأدباء والفنانين، كما كانت أرضية للعديد من قصص لؤي حمزة عباس للتعبير عن فكرة الألم والمأزق الإنساني الذي يتخاطف أبناء مدينته البصرة وكذلك بقية المدن العراقية.

## الجوائز
حصل على جوائز عديدة منها جائزة مجلة الأقلام للقصة القصيرة عامي 1992-1993، وجائزة الدولة التشجيعية عام 1997 عن مجموعته «على دراجة في الليل»، وأخيرا جائزة الدولة للإبداع القصصي في العراق عن مجموعته الموسومة (إغماض العينين) الصادرة عن دار أزمنة في عمان عام 2008، التي ترجمت إلى اللغة الإنكليزية من قبل الدكتورة ياسمين حنوش، وصدرت ترجمتها عن دار (مومنت) في لندن 2013، بعد فوزها بجائزة الترجمة (NEA) للعام 2010. عناوين مجموعاته القصصية وما تحمله من دلالات ومعان، الأسلوبية اللغوية وتجلياتها الشعرية المقصودة حينا، والعفوية في أحيان أخرى، السرد المفعم بالوصف المتخيل، والشخوص التي تعبر عن ذاتها عبر خطاب «الأنا» الواضح في معظم نماذجه القصصية، مؤشرات عن سعي لؤي حمزة عباس إلى المغايرة والاختلاف مع المنجز من الأدب القصصي والروائي.

## دراسته الأكاديمية
حصل على شهادة البكالوريوس في اللغة العربية من جامعة البصرة سنة 1994. للقاص لؤي حمزة عباس مسار آخر تشكل ضمن النطاق الأكاديمي، عبر سياق لا يبتعد كثيرا عن اشتغالاته السردية تأمل فيها مفاصل من الأدب العربي القديم من خلال البحث العلمي في دراساته العليا لنيل درجتي الماجستير والدكتوراه.
فقد أنجز رسالته للماجستير عن تداخل الفنون في القصة العربية القصيرة عام 1996 عن جامعة البصرة، ونال شهادة الدكتوراه في الأدب العربي من كلية الآداب في الجامعة نفسها عام 2002 عن رسالته الموسومة «التشكيل السردي في كتب الأمثال العربية»، ولا زال القاص لؤي حمزة عباس يواصل بحثه العلمي عبر رصد فاعلية الإخبار بوصف الخبر البنية المشكلة الصغرى لتنوعات السرد في أدب الرسائل والسيرة وصياغة التاريخ. وقد حاز في العام 2012 لقب (الأستاذية)، وهو يواصل محاضراته على طلبة الدراسات العليا في كلية الآداب/ جامعة البصرة، في مادتي (السرد العربي القديم) لطلبة الماجستير، و (دراسات في الرواية العربية) لطلبة الدكتوراه.

## مؤلفـاته

### الدراسات
1. سرد الأمثال، اتحاد الكتاب العرب، دمشق 2003
2. سلوان السرد، دار الشؤون الثقافية، بغداد 2008
3. المكان العراقي/ جدل الكتابة والتجربة، معهد الدراسات الإستراتيجية، بيروت 2009
4. بلاغة التزوير، الدار العربية للعلوم، بيروت، 2010

5. الكتابة، انقاذ اللغة من الغرق، ط1، الدار العربية للعلوم، دار ورّاقون، بيروت 2014، ط2، الهيئة المصرية العامة للكتاب، القاهرة 2024
6. كتاب الصور، مرويات عراقية، (بمشاركة الفنان ياسين وامي)، عمان 2018
7. الممرات الجنوبية، مختارات قصصية لكاظم الأحمدي، دار الشؤون الثقافية، بغداد 2022
8. كتاب المراحيض، ط1، دار ألواح، مدريد 2004، ط 2، دار أزمنة ، عمّان 2007، ط3، دار المعقدين، البصرة 2018، ط4، دار خطوط و ظلال، عمّان 2024
9. اللانهائي، السلالم التي تبتكرنا، دار خطوط وظلال، عمان 2024

### القصص
1. على دراجة في الليل، قصص، دار أزمنة، عمّان 1997
2. العبيـد، كتاب قصصي، دار أزمنة، عمّان 2000
3. ملاعبة الخيــــول، طفولات قصصية، ط1 / دار الشؤون الثقافية، بغداد2003، ط2 / مؤسسة السياب، لندن 2009
4. إغماض العينين، قصص، دار أزمنة، عمّان 2008، ترجمت إلى اللغة الإنكليزية من قبل الدكتورة ياسمين حنوش، وصدرت عن دار (مومنت) في لندن 2013.

5. حامل المظلّة، دار ميزوبوتاميا، بغداد 2015
6. قرب شجرة عالية، قصص، دار أزمنة، عمّان 2017
7. مرويات الذئب، خيالات قصصية، دار شهريار، البصرة 2019

### الروايات
1. الفريسة، رواية، دار الشؤون الثقافية، بغداد 2005
2. صداقة النمر، رواية، دار العين، القاهرة 2011
3. مدينة الصور، رواية، الدار العربية للعلوم، ط1، بيروت، دار أزمنة، عمّان 2011، ط2 دار الرافدين 2017
4. حقائق الحياة الصغيرة، رواية، دار المتوسط، إيطاليا 2020